# John Bellenden Ker Gawler

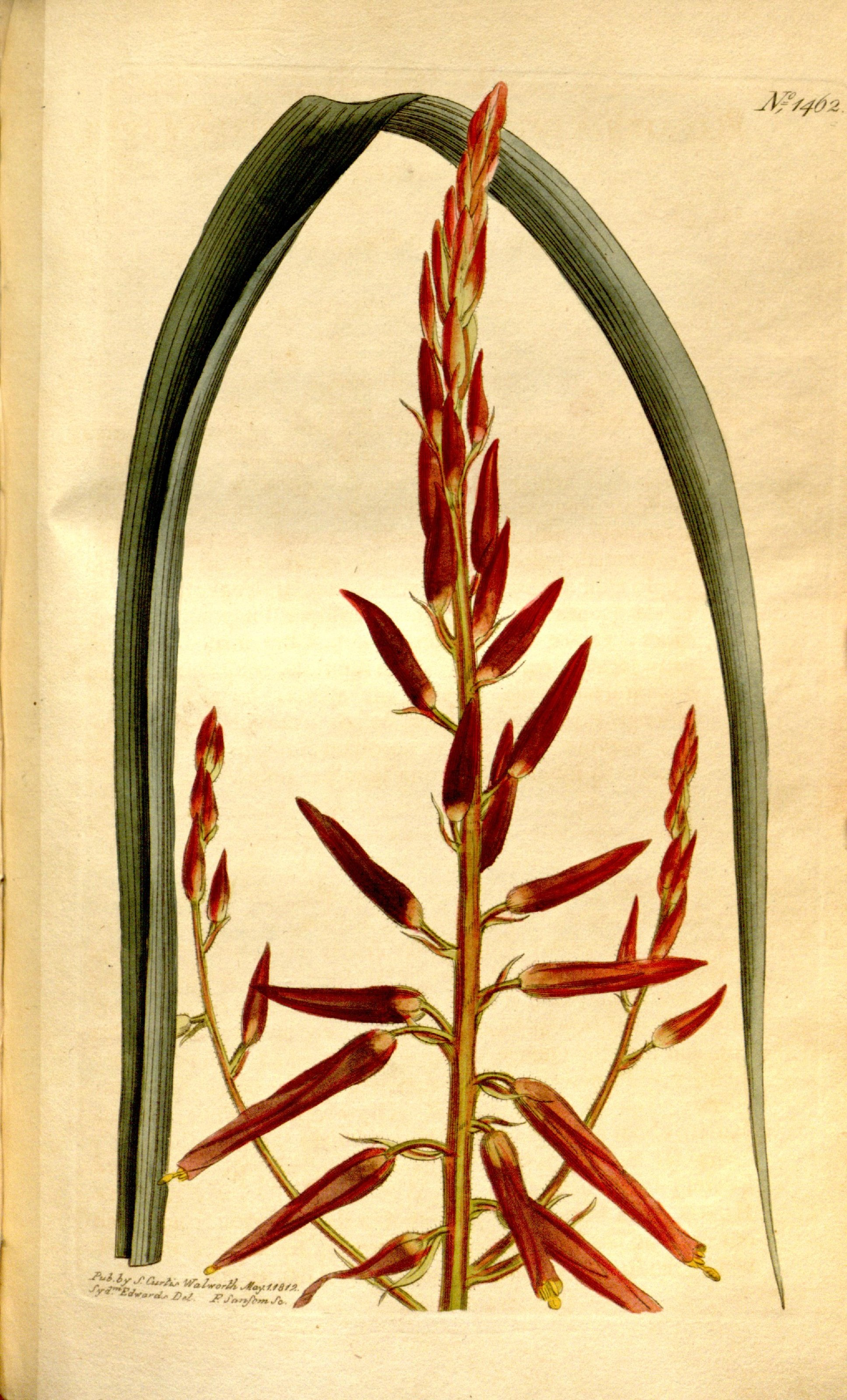
Pitcairnia integrifolia, um espécie descrita por Bellenden Ker.

John Bellenden Ker Gawler  (Ramridge, Andover, c. 1764 — Ramridge, junho de 1842)  foi um botânico britânico que se destacou no campo da taxonomia e do estudo da flora da Austrália.

## Biografia
John Bellenden Ker, nascido John Gawler, nasceu por volta de 1764 em Ramridge, Andover, Hampshire, e faleceu em junho de 1842 na mesma localidade. Em 5 de novembro de 1804 obteve permissão real para trocar seu nome para Ker Bellenden, porém continuou assinando como Bellenden Ker até à sua morte. A mudança de nome prende-se com uma tentativa, que veio a fracassar, de reclamar o direito de sucessão ao ducado de Roxburghe. O seu filho foi o jusrisconsulto Charles Henry Bellenden Ker.
Notabilizou-se com a publicação das obras Recensio Plantarum (1801), Select Orchideae (c. 1816) e Iridearum Genera (1827). Foi o editor do periódico Edward's Botanical Register de 1815 a 1824. Ficou famoso como polimata e botânico, sendo autor da obra Archaeology of Popular Phrases and Nursery Rhymes (1837), cujo segundo volume foi publicado em 1840.
O botânico britânico Robert Brown (1773–1858) deu o nome de Bellendena a um género de Proteaceae em sua honra em 1810. O estado de Queensland, na Austrália, deu ao seu segundo pico em altitude o nome de Mount Bellenden Ker. O Bellenden Ker Range, situado na mesma região, foi assim designado em sua homenagem.
O seu trabalho com versos infantis em inglês, em quatro volumes, teriam sido realmente escritos em "baixo saxão", uma forma hipotética inicial do holandês. eriam então sido "traduzidos" de volta para inglês, revelando uma forte tendência para o anticlericalismo.